# Élections législatives burundaises de 2015
Les élections législatives burundaises de 2015 ont lieu après plusieurs reports le 29 juin 2015 pour renouveler les 118 membres de l'Assemblée nationale.
Le CNDD-FDD conserve sa majorité avec 86 sièges sur 121. 

## Contexte
Les élections législatives précèdent l'élection présidentielle burundaise de 2015.
Une forte opposition à la troisième candidature du président Pierre Nkurunziza à l'élection présidentielle burundaise de 2015 perturbe la préparation des élections législatives.

## Système électoral

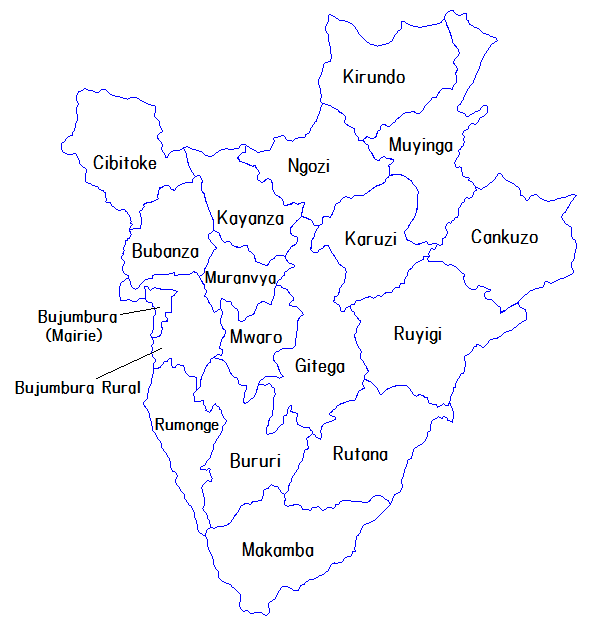
Provinces du Burundi.

L'Assemblée nationale est la chambre  basse du parlement bicaméral du Burundi.
L'assemblée est dotée d'un minimum de 100 sièges pourvus pour cinq ans au scrutin proportionnel dans 18 circonscriptions électorales plurinominales correspondant aux provinces du pays. La composition des listes est bloquée, avec pour trois noms successifs un maximum de deux hommes et de deux personnes du même groupe ethnique. 
Les sièges sont répartis selon la méthode d'Hondt à tous les partis ayant franchi le seuil électoral de 2 % des suffrages exprimés. Un nombre variable de députés supplémentaires s'ajoute à ce total de telle sorte que la répartition finale des membres de l'assemblée corresponde à un ratio 60-40 entre Hutus et Tutsis, auquel s'ajoute un quota de 30 % de femmes,. L'ensemble des membres cooptés sont choisis par la Commission électorale nationale indépendante (Céni) parmi les candidats non élus figurant sur les listes des partis ayant remporté au moins un siège au scrutin direct, en concertation avec ces derniers.
Enfin, trois membres de l’ethnie Twa sont cooptés par la Céni sur la base de liste présentées par leurs organisations représentatives reconnues, en tenant compte du sexe et de la répartition géographique,.

## Campagne

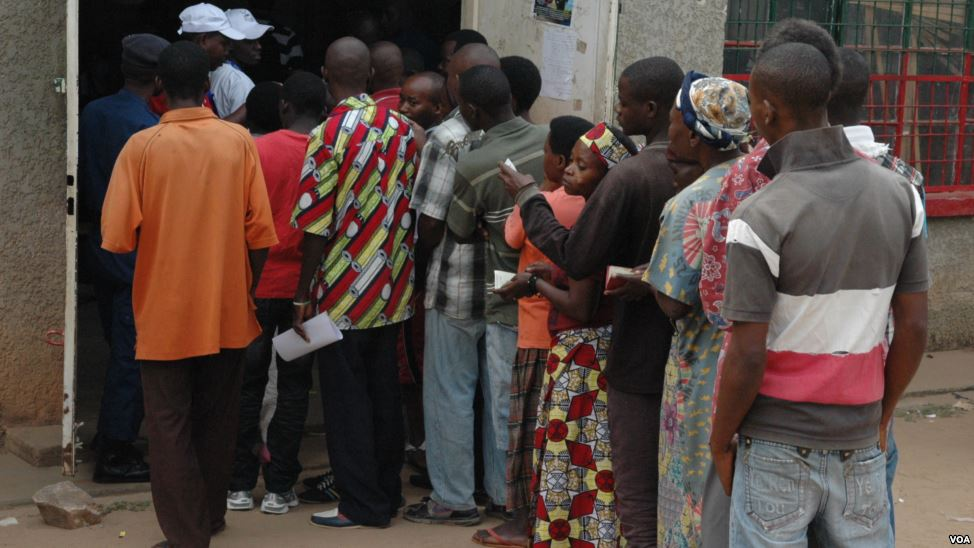
Des habitants de Bujumbura font la queue pour voter le 29 juin 2015.

En janvier, les élections initialement sont prévues le 26 mai, avant d'être repoussées au 5 juin 2015.
Le 31 mai la déclaration finale du sommet des chefs d’État d'Afrique de l'Est demande un report d'au moins un mois et demi des élections législatives et communales mais ne mentionne pas la troisième candidature de Pierre Nkurunziza.
Début juin, Les observateurs de l'Union européenne quittent le pays tandis que l'Église catholique se retire du processus électoral. La vice-présidente de la Commission électorale nationale indépendante (Ceni) et une autre commissaire démissionnent et fuient le pays,.
Le 3 juin, les élections sont repoussées à une date ultérieure. Le 10 juin, la présidence annonce la tenue des élections pour le 29 du mois.

## Résultats

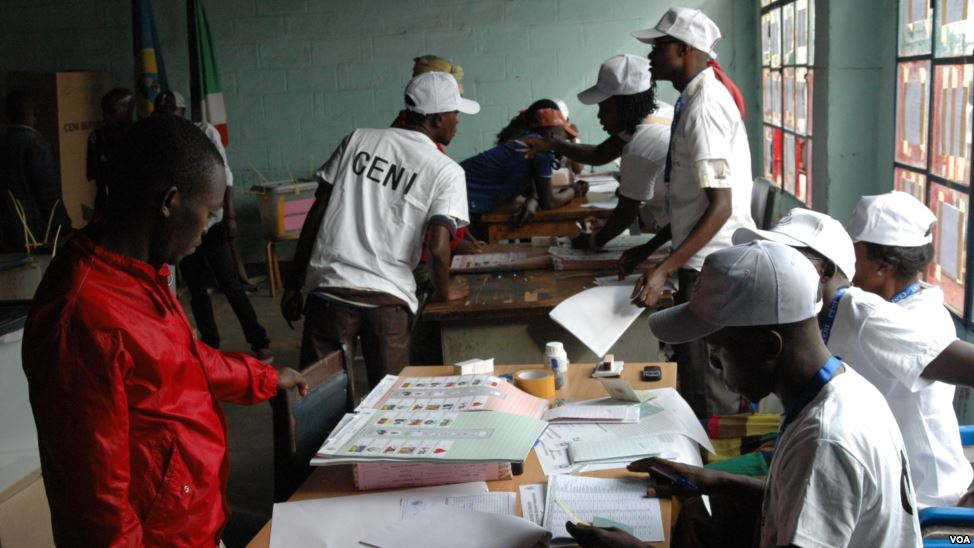
Décompte des bulletins par les fonctionnaires électoraux le 29 juin.

|                           |                                                            |                          |                          |                          |         |        |               |  |  |
| Parti                     | Parti                                                      | Voix                     | %                        | Sièges                   | Sièges  | Sièges | +/-           |  |  |
| Parti                     | Parti                                                      | Voix                     | %                        | Élus                     | Cooptés | Total  | +/-           |  |  |
|                           | Conseil national pour la défense de la démocratie–FDD      | 1 721 629                | 60,28                    | 77                       | 9       | 86     | 5             |  |  |
|                           | Indépendants de l'Espoir                                   | 318 717                  | 11,16                    | 21                       | 9       | 30     | Nv            |  |  |
|                           | Union pour le progrès national                             | 71 189                   | 2,49                     | 2                        | 0       | 2      | 15            |  |  |
|                           | Front pour la démocratie au Burundi-Nyakuri                | 55 000                   | 1,93                     | 0                        | 0       | 0      | 5             |  |  |
|                           | Alliance des démocrates pour le changement–Ikibiri         | 42 544                   | 1,49                     | 0                        | 0       | 0      | Nv            |  |  |
|                           | Forces nationales de libération                            | 35 532                   | 1,24                     | 0                        | 0       | 0      | Nv            |  |  |
|                           | Mouvement pour la solidarité et la démocratie              | 20 275                   | 0,71                     | 0                        | 0       | 0      | Nv            |  |  |
|                           | Rassemblement national pour la réforme                     | 9 827                    | 0,34                     | 0                        | 0       | 0      | Nv            |  |  |
|                           | Coalition pour la paix en Afrique                          | 8 893                    | 0,31                     | 0                        | 0       | 0      | Nv            |  |  |
|                           | Mouvement pour la Réhabilitation du Citoyen–Rurenzangemero | 8 353                    | 0,29                     | 0                        | 0       | 0      | Nv            |  |  |
|                           | Union pour la paix et la démocratie                        | 6 040                    | 0,21                     | 0                        | 0       | 0      | Nv            |  |  |
|                           | Parti libérateur du peuple burundais-Akazika               | 910                      | 0,03                     | 0                        | 0       | 0      | Nv            |  |  |
|                           | Parti social démocrate-Dusabikanye                         | 660                      | 0,02                     | 0                        | 0       | 0      | Nv            |  |  |
|                           | Parti pour la démocratie et la réconciliation              | 459                      | 0,02                     | 0                        | 0       | 0      | Nv            |  |  |
|                           | Liste Isidore Rufyikiri                                    | 416                      | 0,01                     | 0                        | 0       | 0      | Nv            |  |  |
|                           | RDB                                                        | 19                       | 0,00                     | 0                        | 0       | 0      | Nv            |  |  |
|                           | Sièges réservés aux Twas                                   | Sièges réservés aux Twas | Sièges réservés aux Twas | Sièges réservés aux Twas | 3       | 3      | en stagnation |  |  |
|                           |                                                            |                          |                          |                          |         |        |               |  |  |
| Suffrages exprimés        | Suffrages exprimés                                         | 2 300 463                | 80,55                    |                          |         |        |               |  |  |
| Votes blancs et invalides | Votes blancs et invalides                                  | 555 649                  | 19,45                    |                          |         |        |               |  |  |
| Total                     | Total                                                      | 2 856 112                | 100                      | 100                      | 21      | 121    | 15            |  |  |
| Abstentions               | Abstentions                                                | 986 912                  | 25,68                    |                          |         |        |               |  |  |
| Inscrits / participation  | Inscrits / participation                                   | 3 843 024                | 74,32                    |                          |         |        |               |  |  |

## Suites
Le CNDD-FDD, parti du Président Pierre Nkurunziza, perd quatre sièges sur le total de ceux élus mais conserve une large majorité à l'Assemblée nationale avec 86 sièges sur 121. La mission d’observation électorale des Nations unies estime que ces élections ne sont « ni libres, ni crédibles ».
Le 30 juillet, Pascal Nyabenda est élu président de l'Assemblée, l'opposant Agathon Rwasa premier vice-président et le ministre de l'Intérieur Édouard Nduwimana second vice-président. Les trois hommes étaient les uniques candidats à chacun de ces postes.